# Formation par alternance
Pour les articles homonymes, voir Alternance.
La formation par alternance aussi appelée formation duale ou formation en apprentissage, désigne un système de formation qui intègre une expérience de travail où la personne concernée, l'alternant qui peut être élève, étudiant ou apprenti, se forme alternativement en entreprise privée ou publique et dans un établissement d'enseignement comme, en France, un lycée professionnel, un centre de formation d'apprentis, un établissement public local d’enseignement et de formation professionnelle agricole, une maison familiale rurale, une école d'ingénieur ou une université. En Suisse, les établissements d'enseignement qui se calquent sur le modèle de la formation duale s'appellent écoles professionnelles.
L'étudiant alternant suit une formation dispensée par un établissement d'enseignement et par une entreprise d'accueil où il a un statut particulier, salarié ou stagiaire, indemnisé ou non, ou apprenti. La fréquence de l'alternance est très variable d'une formation à l'autre. Dans certaines formations en médecine, la fréquence est très élevée : le matin, ils sont à l'hôpital, l'après-midi, ils suivent les cours en amphithéâtre. Certaines formations d'ingénieurs pratiquent une alternance pouvant aller jusqu'à une périodicité de plusieurs mois.
La pratique de l'année de césure dans le milieu d'études d'ingénieurs ou de commerce peut être vue aussi comme une formation par alternance. Dans la plupart des cas, l'alternance est pratiquée pour des enseignements professionnels, mais peut aussi convenir à des formations générales.
De nombreux pays ont mis en place ce type de formation avec parfois des appellations différentes comme le système dual allemand, le système suisse de la formation professionnelle initiale, ou l'enseignement coopératif du Québec.

## Par pays

### France
La formation en alternance peut être réalisé à travers deux types de contrat de travail :
- un contrat d'apprentissage[1]
- un contrat de professionnalisation (qui remplace le contrat de qualification).

Elle peut se faire sous statut scolaire dans les lycées professionnels, les établissements publics locaux d’enseignement et de formation professionnelle agricoles ou les Maisons Familiales Rurales (MFR) qui ont un contrat de participation au service public d'éducation avec le ministère de l'agriculture.
Elle peut également être suivie dans le cadre de la formation continue ou d'une Préparation Opérationnelle à l'Emploi Individuelle (POEI) ou Collective (POEC) pour les demandeurs d'emploi.

### Canada et États-Unis
Les études coopératives sont une méthode structurée nord-américaine combinant des études de second cycle avec des stages et une expérience de travail. Les recherches indiquent que les employeurs évaluent l'expérience professionnelle auprès de leurs nouveaux employés. Une expérience de formation coopérative, communément connue sous l'appellation "co-op", permet d'avoir accès à une formation académique à partir d'une expérience de travail structurée. Les études coopératives sont en train de prendre une nouvelle importance en aidant les jeunes gens à effectuer la transition entre école et travail. Les études coopératives peuvent être assimilées aux systèmes français d'alternance et d'apprentissage dans le second cycle et notamment les études de génie au sein du réseau Itii ou des écoles de commerce et de management.

### Suisse
En Suisse, deux tiers des jeunes en fin de scolarité obligatoire (vers 15 ans) optent pour un apprentissage et donc pour la voie duale. "Dual" signifie ici que la formation s'effectue aux niveaux pratique et théorique. Dès le début, les apprentis travaillent dans une entreprise et étudient dans une école professionnelle. Une fois terminé, les possibilités de formation continue sont nombreuses. Les diplômés peuvent poursuivre leur formation dans une école supérieure ou (si leurs résultats scolaires les y autorisent) effectuer une maturité professionnelle, qui leur permet ensuite d'accéder à une haute école spécialisée.

## Critiques

### Avantages de l'alternance
L’alternance, que ce soit sous la forme de l’apprentissage, du contrat de professionnalisation ou du stage a démontré toute sa force dans sa capacité d’insertion, parce que :
- l’expérience professionnelle acquise dans l’entreprise constitue un atout indiscutable dans la recherche d’un emploi ;
- environ 40 % des entreprises d’accueil recrutent l’alternant.

La professionnalisation des parcours dans l’enseignement supérieur est un facteur décisif dans l’insertion des jeunes sur le marché du travail. Elle l’est également pour les jeunes de l’avant bac dont l’appétence et les aptitudes sont mieux adaptées à des cursus métiers, quitte ensuite, pour certains d’entre eux, à poursuivre leur formation après le Bac.
Autre avantage de l’alternance : des frais d'inscription gratuits, ainsi qu'un salaire pendant toute la durée des études, un atout indéniable pour un étudiant.
Une étude du Céreq publiée en mars 2025, révèle que l'alternance favorise l'autonomie résidentielle des jeunes, en particulier pour ceux issus de l'enseignement secondaire. Les conclusions mettent ainsi en évidence que les jeunes ayant suivi une formation en alternance sont plus nombreux à quitter le domicile familial pendant leurs études, ou à accéder à un logement autonome à l’issue de celles-ci et même trois ans après leurs premiers pas sur le marché du travail.

### Inconvénients de l'alternance
Bien qu'étant une solution efficace pour de nombreux étudiants pour trouver un emploi sans trop de difficultés, la formation par alternance revêt toutefois quelques inconvénients, qu'il est bon de prendre en considération avant de se lancer dans ce type de parcours :
- Un rythme soutenu et chargé : il faudra au candidat être capable d'alterner entre cours théoriques, contraintes d'entreprises et devoirs à la maison, ce qui représente une charge de travail parfois considérable.
- Trouver une entreprise accueillante, acceptant le rythme de l’alternance, mais surtout qui propose un stage en corrélation avec la formation. Recruter un candidat en alternance suppose dans la plupart des cas un coût pour l'entreprise, en termes de temps et d'argent, ce qui explique les difficultés largement rencontrées en France par les aspirants à ce mode de formation bien que des aides y soient apportées par l’État aux entreprises embauchant un alternant.
- Des frais supplémentaires : le candidat devant se déplacer dans deux lieux différents, des frais sont à prendre en considération, notamment si l'entreprise et le centre de formation sont assez éloignés[7]. Si le candidat se voit dans la nécessité de louer un logement, un dispositif nommé Mobili Jeune permet d'obtenir une aide au paiement du loyer.
- Le choix des options à l'Université
  - En France, c'est l'entreprise (ou administration) qui choisit le parcours de l'étudiant dans sa formation. Par exemple, si un étudiant en école d'ingénieur souhaite prendre l'option "Réseaux" mais que son entreprise (ou administration) souhaite le voir en option "Comptabilité" alors l'étudiant devra aller en option "Comptabilité" ou rompre son contrat, car ce n'est pas lui qui détient le pouvoir décisionnel. C'est aujourd’hui une raison importante des ruptures de contrat d'apprentissage.